# Kreuzkirche (Zürich-Hottingen)

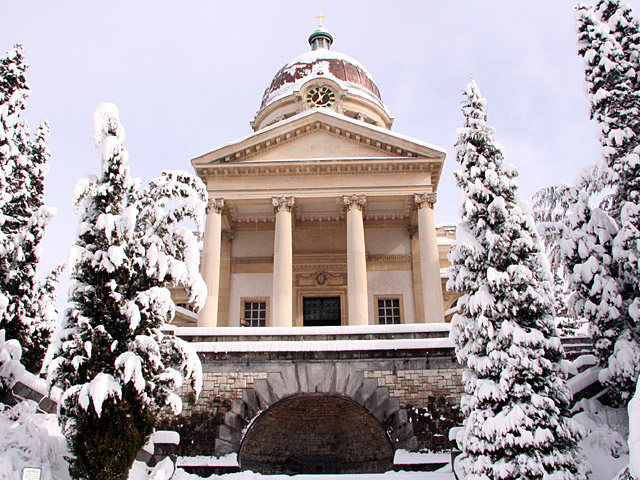

Kreuzkirche, Hottingen 1905

Die Kreuzkirche in Zürich-Hottingen ist eine evangelisch-reformierte Kirche an der Dolderstrasse 60 im Zürcher Quartier Hottingen. Sie zählt zu den herausragenden Kirchenbauten der Schweiz um 1900 und ist das Pendant zur auf der anderen Seeseite liegenden, 1894 errichteten Kirche Enge.

## Geschichte
Hottingen, das über Jahrhunderte hinweg durch Landsitze vornehmer Stadtzürcher geprägt war, wurde im 19. Jahrhundert durch das Wachstum der Stadt zunehmend zu einem vornehmen Wohngebiet. Kirchlich gehörten die Bewohner Hottingens bis ins 19. Jahrhundert zum Grossmünster. Im Jahr 1612 entstand beim heutigen Kreuzplatz eine Begräbnisstätte samt kleiner Saalkirche, in welcher ab 1706 auch Gottesdienste sowie an Feiertagen Abendmahlsgottesdienste erlaubt waren. Der Name der Kirche Zum Kreuz leitete sich vom Grenzstein zwischen Stadt und Landschaft her und wurde beim Bau der heutigen Kirche wieder aufgegriffen. Nachdem sich im Jahr 1833 die Gemeinden Hottingen, Hirslanden und Riesbach vom Grossmünster lösen durften, wurde 1836–1839 durch die Bemühungen des Pfarrers Johann Jakob Füssli die Kirche Neumünster errichtet sowie 1839 die alte Kreuzkirche abgerissen.
Aufgrund der regen Bautätigkeit in Hottingen beschloss die reformierte Kirchgemeinde Neumünster, nach der Eingemeindung im Jahr 1893 in Hottingen eine repräsentative Kirche zu errichten. 1897 erfolgte ein Architektenwettbewerb, bei dem 28 Projekte eingereicht wurden. Unter den prämierten Entwürfen waren die von Adolf Asper (dem Erbauer der Kirche Oerlikon), Emil Rudolf Friolet, Hermann Lüthy, Karl Coelestin Moser (dem Erbauer der katholischen Kirche St. Anton in Hottingen und der Neuen Kirche Fluntern) sowie Otto Pfleghard und Max Haefeli.
Schliesslich wurde die Kreuzkirche Hottingen von 1902 bis 1905 nach den Plänen von Pfleghard und Haefeli erbaut. 1954 erfolgte die Loslösung der Kirchgemeinde Hottingen von der Neumünstergemeinde. In den Jahren 1964 und 1965 wurde die Kreuzkirche im Aussenbereich saniert, das Innere folgte in den Jahren 1974 und 1975. In den Jahren 2004 und 2008 wurde die Kirche von Pfister Schiess Tropeano renoviert, wobei auch die Kuppel neu eingedeckt wurde.

## Baubeschreibung

### Aussenansicht und Umgebung
Auf einer Geländeterrasse am Zürichberg, unweit vom Römerhof, liegt die Kreuzkirche in einem parkartigen Areal zwischen der Dolder-, der Carmen-, der Rüti- und der Bergstrasse. Obwohl die Kreuzkirche erhöht erbaut wurde und als Pendant zur Kirche Enge auf der gegenüberliegenden Seeseite gedacht war, ist sie heute den Blicken weitgehend entzogen und daher nur wenig bekannt. In der Parkanlage, die von den Architekten Pfleghard und Haefeli entworfen wurde, befindet sich neben der Kreuzkirche das Sigristenhaus. Über eine monumentale, symmetrisch errichtete Freitreppe gelangt der Besucher von der Rütistrasse hinauf zur Kirche, an der Ecke Dolder- und Carmenstrasse führt ein Weg am Sigristenhaus zum hinteren Eingang der Kreuzkirche. Die Bepflanzung der Parkanlage konzipierte Evariste Mertens, die Brunnenanlage am Fusse der Freitreppe stammt von Pfleghard und Haefeli.
Die Kreuzkirche ist ein Zentralbau mit Kuppeltambour, repräsentativem Haupteingang als Säulenportikus, der auf vier ionischen Säulen im Westen ruht, und einem dreiseitigen Chorabschluss im Osten. Entsprechend der Namensgebung besitzt die Kirche einen kreuzförmigen Grundriss. In den Vierungsecken befinden sich flach gehaltene Baukuben und Satteldächer über den Kreuzarmen. Der offene Kuppeltambour ruht wie der Haupteingang der Kirche auf ionischen Säulen und wird von einer kupfergedeckten Haube abgeschlossen, die selber wieder durch einen Glockenstuhl mit Tambour bekrönt wird. Gut ablesbar ist am Äusseren der Kirche das Selbstverständnis der aufstrebenden Hottinger Kirchgemeinde; die Bauformen der Kirche werden vom Übergang des Historismus zur frühen Moderne geprägt. Elemente des Klassizismus und des Jugendstils finden sich sowohl im Äusseren als auch im Inneren der Kirche. August Bösch schuf die Reliefs für die Kirche.
Das fünfstimmige Geläut wurde im Jahr 1904 von der Glockengiesserei H. Rüetschi erstellt. Dieses wird von einer historischen (um 1910), rein mechanisch ausgelegten Läutemaschine angetrieben, welche sich in der Kuppel befindet.

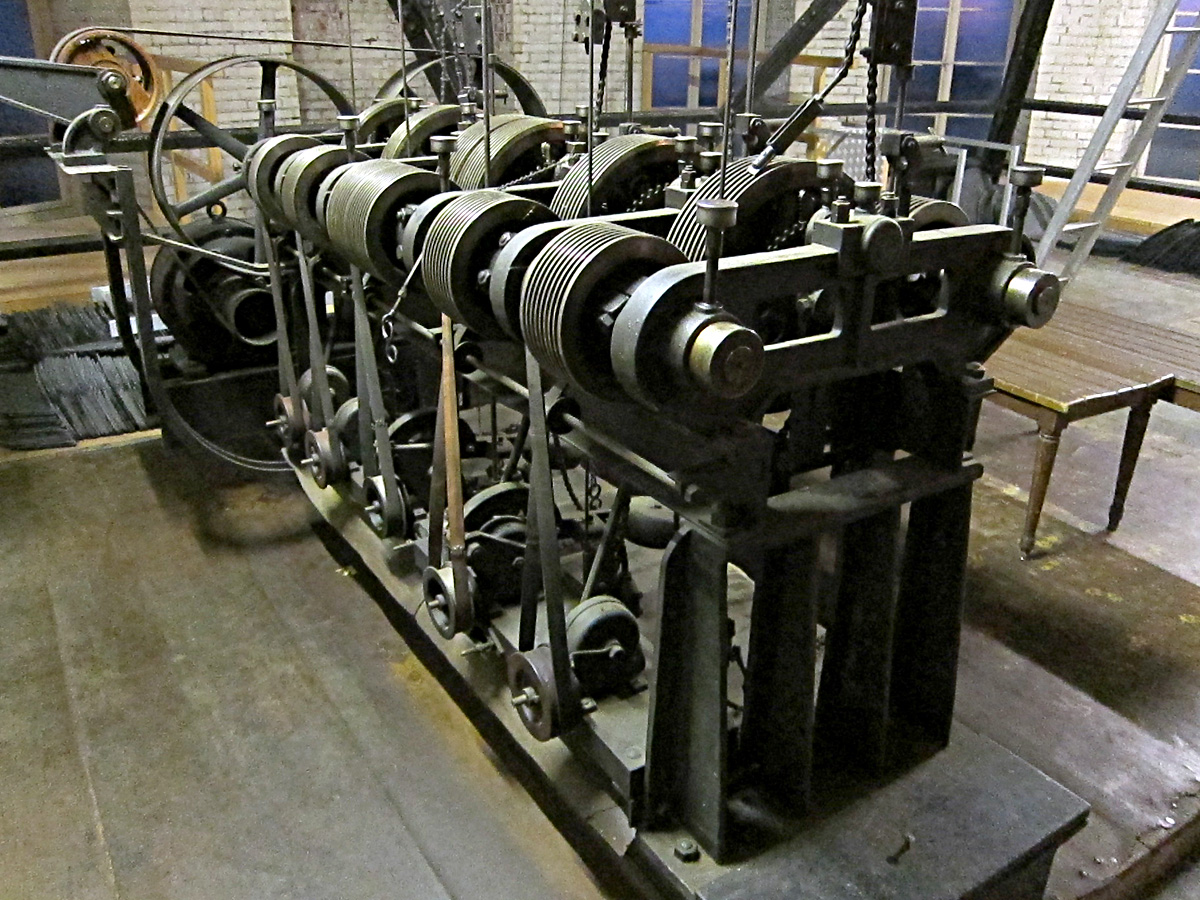
Historische Läutemaschine

| Nummer | Gewicht | Ton |
| ------ | ------- | --- |
| 1      | 5100 kg | as0 |
| 2      | 2536 kg | c1  |
| 3      | 1479 kg | es1 |
| 4      | 683 kg  | as1 |
| 5      | 400 kg  | c2  |

### Innenraum

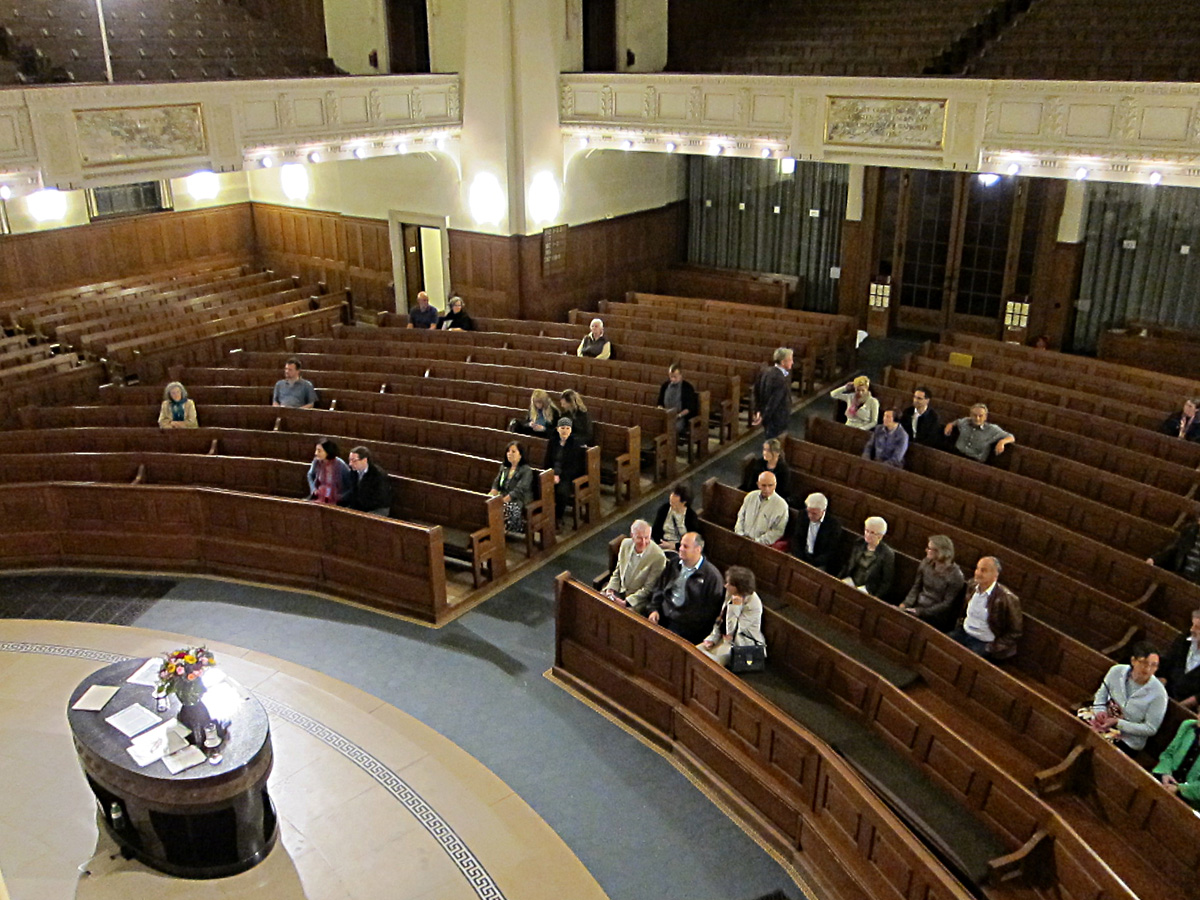
Kirchenraum

Der Innenraum der Kreuzkirche ist ein lichterfüllter Predigtraum, dessen Bänke im Erdgeschoss und auf den drei Emporen 1'400 Personen Platz bieten. Die Bänke sind auf den Liturgiebereich ausgerichtet, der vom Abendmahlstisch, der Kanzelwand sowie der Kanzel bestimmt wird. Hinter der Kanzelwand erhebt sich die Orgelempore, die vom Prospekt der Orgel im nordöstlichen Kreuzarm abgeschlossen wird. Die Thermenfenster mit den Ranken wurden von Georg Röttinger gestaltet, die Fenstergruppen mit den floralen Mustern stammen von Paul Abry. Das elegante Flachrelief auf der Kanzelwand zeigt Die klugen Jungfrauen und wurde von August Bösch aus Savonnière-Kalkstein gehauen. Der Abendmahlstisch aus schwarzem schwedischem Granit sowie der senfgelbe Teppich mit blau umwundenem Kranz in Gelb und Violett um den Abendmahlstisch wurden von Pfleghard und Haefeli entworfen. Von ihnen stammen auch die kirchlichen Geräte für das Abendmahl.

## Orgel

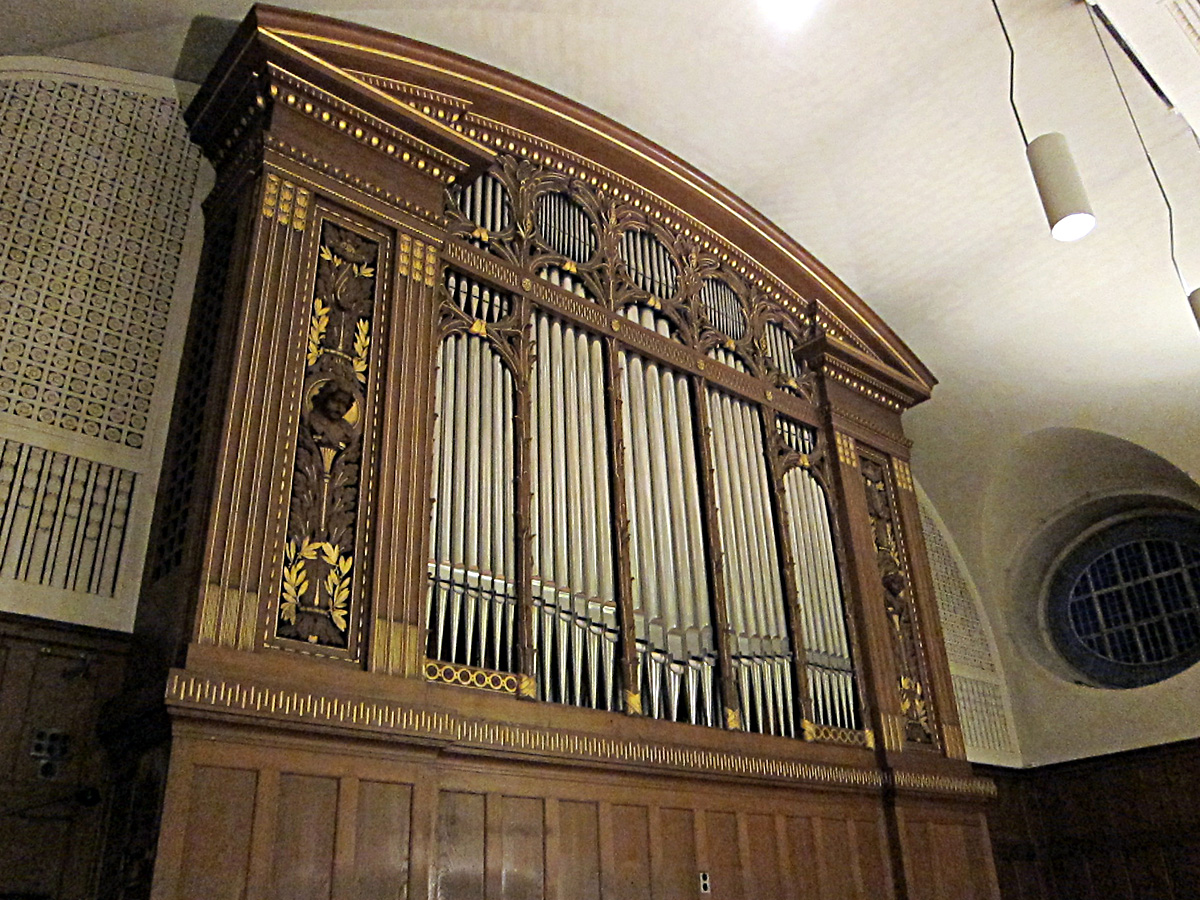
Blick auf die Orgel

Die Orgel wurde 1905 von der Orgelbauwerkstatt Goll AG (Luzern) mit 47 Registern (ca. 3000 Pfeifen) erbaut. Das Instrument hatte ein röhrenpneumatisches System und wurde über einen Wassermotor betrieben. 1926 und 1943 wurde das Instrument von der Goll AG auf 62 bzw. 67 Register erweitert.
1974 wurde die Orgel durch die Orgelbauwerkstatt E. F. Walcker & Cie. im Sinne der Orgelbewegung umfassend umgebaut. Die Pneumatik wurde durch elektrische Spiel- und Registertrakturen ersetzt. Es wurden zahlreiche Prinzipale und Mixturen eingebaut und das Oberwerk als Barockpositiv hinzugefügt. Die romantischen Stimmen von Goll blieben jedoch erhalten. Das Schleifladen-Instrument hat 74 Register auf vier Manualen und Pedal.
Im Jahr 1990 wurde die Orgel von Norbert Stengele (Horgen) revidiert; 1997 erfolgte durch denselben Orgelbaumeister die Installation einer elektronischen Setzeranlage.
| I Hauptwerk C–g3 |       |
| Principal        | 16′   |
| Bourdon          | 16′   |
| Principal        | 8′    |
| Flöte            | 8′    |
| Gemshorn         | 8′    |
| Bourdon          | 8′    |
| Octave           | 4′    |
| Flöte            | 4′    |
| Quinte           | 2 ⁄3′ |
| Octave           | 2′    |
| Cornet V         | 8′    |
| Mixtur VI        | 1 ⁄3′ |
| Scharf IV        | 2⁄3′  |
| Trompete         | 8′    |
| Clairon          | 4′    |

| II Schwellwerk C–g3 |       |
| Principal           | 8′    |
| Gedackt             | 8′    |
| Dulciana            | 8′    |
| Spitzflöte          | 8′    |
| Principal           | 4′    |
| Traversflöte        | 4′    |
| Principal           | 2′    |
| Waldflöte           | 2′    |
| Larigot             | 1 ⁄3′ |
| Sesquialtera II     | 2 ⁄3′ |
| Mixtur IV           | 1′    |
| Rankett             | 16′   |
| Krummhorn           | 8′    |
| Schalmey            | 4′    |
| Tremulant           |       |

| III Schwellwerk C–g3 |        |
| Gedackt              | 16′    |
| Principal            | 8′     |
| Rohrflöte            | 8′     |
| Waldflöte            | 8′     |
| Gedackt              | 8′     |
| Salicional           | 8′     |
| Voix Céleste         | 8′     |
| Unda Maris           | 8′     |
| Aeoline              | 8′     |
| Principal            | 4′     |
| Flöte                | 4′     |
| Nasard               | 2 ⁄3′  |
| Flautino             | 2′     |
| Terz                 | 1 3⁄5′ |
| Sifflöte             | 1′     |
| Mixtur V             | 2′     |
| Cimbel III           | 1′     |
| Bombarde             | 16′    |
| Trompette harm.      | 8′     |
| Oboe                 | 8′     |
| Clairon              | 4′     |
| Tremulant            |        |

| IV Oberwerk C–g3 |       |
| Principal        | 4′    |
| Gedackt          | 8′    |
| Flöte            | 4′    |
| Octave           | 2′    |
| Superquinte      | 1 ⁄3′ |
| Cimbel III       | 1 ⁄2′ |
| Vox Humana       | 8′    |
| Regal            | 4′    |
| Tremulant        |       |

| Pedal C–f1    |     |
| Untersatz     | 32′ |
| Principalbass | 16′ |
| Subbass       | 16′ |
| Echobass      | 16′ |
| Gedacktflöte  | 16′ |
| Principal     | 8′  |
| Pommer        | 8′  |
| Flöte         | 8′  |
| Octave        | 4′  |
| Flöte         | 4′  |
| Mixtur VI     | 2′  |
| Posaune       | 16′ |
| Fagott        | 16′ |
| Trompete      | 8′  |
| Clairon       | 4′  |

- Normalkoppeln
- Spielhilfen: elektronische Setzeranlage mit 192 freien Kombinationen